# Vy 1-2
Vy 1-2 ist ein planetarischer Nebel, dessen Entdeckung durch Alexander N. Vyssotsky 1942 publiziert wurde. Er befindet sich 4.700 kpc, nach früheren Untersuchungen 5.700 kpc, entsprechend 15.300 und 18.600 Lichtjahre, entfernt im Sternbild Herkules.